# Kolberg-klass
Kolberg-klassen var en klass av fyra lätta kryssare som byggdes för den tyska kejserliga flottan och användes under första världskriget. Klassen bestod av fyra fartyg: SMS Kolberg, Mainz, Köln och Augsburg. Fartygen byggdes mellan 1908 och 1910 och två, Kolberg och Augsburg, moderniserades 1916–1917. Fartygen var bestyckade med ett huvudbatteri med tolv 10,5 cm SK L/45-kanoner och hade en toppfart på 25,5 knop (47,2 km/h). De tre första fartygen tilldelades spaningsstyrkorna i Högsjöflottan; Augsburg användes istället som torped- och skytteutbildningsfartyg.
När kriget bröt ut i augusti 1914 placerades Augsburg i Östersjön, medan Kolberg, Mainz och Köln stannade kvar i Nordsjön. De tre fartygen tilldelades patrulltjänst i Helgolandsbukten; den 28 augusti 1914 attackerades de under första slaget vid Helgolandsbukten. Mainz och Köln sänktes båda i slaget. Kolberg deltog i slaget vid Doggers bankar i januari 1915 och anslöt sig till Augsburg i slaget vid Rigabukten i augusti 1915. Båda fartygen tjänstgjorde också under Operation Albion i oktober 1917. Båda fartygen överlevde kriget; Kolberg överlämnades till Frankrike, där hon döptes om till Colmar och tjänstgjorde i den franska flottan fram till 1927. Augsburg överlämnades till Japan och såldes sedan för skrotning.

## Design

### Generella egenskaper
Fartygen i Kolberg-klassen var 130 meter långa i vattenlinjen och 130,50 meter långa totalt. De hade en bredd på 14 m och ett djupgående på 5,45-5,73 meter framåt och 5,27-5,56 meter bakåt. De hade ett deplacement på 4 362 ton enligt konstruktionen, men fartygens deplacement varierade beroende på last.
Fartygen var byggda av stål och deras skrov var konstruerade med längsgående och tvärgående stålramar. Skroven hade tretton vattentäta skott och en dubbelbotten som sträckte sig över femtio procent av kölens längd. Fartygen hade bra sjövärdighet, även om de led av kraftig rullning och var ganska styva. De var inte särskilt manövrerbara och hade en stor vändradie. Styrningen kontrollerades av ett enda roder. Fartygen hade en standardbesättning på 18 officerare och 349 värnpliktiga och förde med sig ett antal mindre fartyg, däribland en piketbåt, en pråm, en kutter och fyra jollar.

### Maskineri
Alla fyra fartygen hade något olika framdrivningssystem för att kunna testa motorer från konkurrerande företag. Kolberg var utrustad med två uppsättningar Melms & Pfenniger ångturbiner som drev fyra trebladiga propellrar med en diameter på 2,25 meter. Mainz drevs av två AEG-Curtiss-turbiner som drev ett par trebladiga skruvar med en diameter på 3,45 meter. Köln hade ursprungligen Zoelly-turbiner, men före sjötesterna ersattes dessa med två uppsättningar Germania-turbiner med fyra trebladiga propellrar; två hade en diameter på 2,55 meter och två var 1,78 meter breda. Augsburg utrustades med två uppsättningar Parsons-turbiner med fyra trebladiga propellrar med en diameter på 2,25 meter. Alla fyra fartygen var utrustade med femton vattenrörspannor, fördelade på fyra pannrum på mittlinjen. År 1916 utrustades Kolberg och Augsburg med kompletterande oljeeldning för att öka förbränningsgraden i de koleldade pannorna; Mainz och Köln hade då sänkts.
Fartygens motorer var konstruerade för att ge 19 000 axelhästkrafter (shp) (14 000 kW), med undantag för Mainz motorer, som var dimensionerade för 20 200 shp (15 100 kW). Dessa drevs av femton koleldade vattenrörspannor, som var kopplade till tre skorstenar. Dessa gav fartygen en toppfart på 25,5 knop (47,2 km/h); Mainz kraftfullare motorer gav henne en halv knop hastighetsfördel. Alla fyra fartygen överträffade dock dessa siffror vid tester och alla fyra kryssare nådde hastigheter på över 26 knop (48 km/h). Kolberg rymde 970 ton kol och efter 1916 115 ton olja. Detta gav henne en maximal räckvidd på cirka 3 250 nautiska mil (6 020 km) vid 14 knop (26 km/h). Mainz kunde medföra 1 010 ton kol, vilket gjorde att hon kunde segla 3 630 nmi (6 720 km) vid marschfart. Köln hade 960 ton kol för en räckvidd på 3 500 nautiska mil (6 500 km). Augsburg rymde 940 ton och hade samma aktionsradie som Köln.

### Bestyckning och pansar
Fartygen var beväpnade med ett huvudbatteri med tolv enkelmonterade 10,5 cm SK L/45-kanoner. Två var placerade sida vid sida framåt på förluckan, åtta var placerade mittskepps, fyra på vardera sidan och två var placerade sida vid sida akterut. För Kolberg och Augsburg ersattes 10,5 cm-kanonerna 1916-1917 med sex 15 cm SK L/45-kanoner. De hade också fyra 52,8 mm SK L/55 luftvärnskanoner, men dessa ersattes på de överlevande fartygen med ett par av två 8,8 cm SK L/45 luftvärnskanoner 1918. De var också utrustade med ett par 45 cm torpedtuber nedsänkta i skrovet. Två däcksmonterade 50 cm torpedtuber lades till på Kolberg och Augsburg 1918. Alla fyra fartygen kunde också medföra 100 sjöminor.
Fartygen var skyddade med en kombination av vanligt stål och Krupp-stål. Pansaret bestod av ett lager Krupp-stål med två lager stål på baksidan. Från akter till stäv var däcket täckt med 20 mm tjock pansarplåt akterut, 40 mm tjock pansarplåt över maskinrummen, 20 mm tjock pansarplåt framför maskinrummen och 80 mm tjock pansarplåt på fören. Luckorna till fartygets skorstenar var 100 mm tjocka. Tornet hade 100 mm tjocka sidor och ett 20 mm tjockt tak. Huvudbatteriets kanoner var utrustade med sköldar som var 50 mm tjocka.

## Byggnation
Kolberg beställdes under kontraktsnamnet Ersatz Greif och kölsträcktes i början av 1908 på Schichau-Werke-varvet i Danzig med byggnadsnummer 814. Hon sjösattes den 14 november 1908, varefter utrustningsarbetet inleddes. Hon togs i bruk i högsjöflottan den 21 juni 1910. För modifieringarna 1916–1917 gick Kolberg i torrdocka på Kaiserliche Werft i Kiel. Mainz beställdes som Ersatz Jagd och kölsträcktes 1907 på varvet AG Vulcan i Stettin. Byggd med byggnadsnummer 288 sjösattes hon den 23 januari 1909 och togs i bruk i flottan den 1 oktober 1909.
Köln beställdes med kontraktsnamnet Ersatz Schwalbe och påbörjades 1908 vid Germaniawerft i Kiel. Hennes byggnadsnummer var 191. Hon sjösattes den 5 juni 1909, och efter avslutad utrustning togs hon i bruk i flottan den 16 juni 1911. Augsburg beställdes som Ersatz Sperber från Kaiserliche Werft i Kiel. Hon kölsträcktes 1908 under byggnadsnummer 34. Hon sjösattes den 10 juli 1909 och togs i bruk i flottan den 1 oktober 1910. Hon återvände till Kaiserliche Werfts varv i Kiel för att moderniseras 1916-1917.
| Namn     | Varv                   | Påbörjad        | Sjösatt          | I tjänst        | Öde                                                 |
| -------- | ---------------------- | --------------- | ---------------- | --------------- | --------------------------------------------------- |
| Kolberg  | Schichau-Werke, Elbing | 15 januari 1908 | 14 november 1908 | 21 juni 1910    | Överförd till Frankrike som krigsbyte 28 april 1920 |
| Mainz    | AG Vulcan, Stettin     | september 1907  | 23 januari 1909  | 1 oktober 1909  | Sänkt under sjöstrid, 28 augusti 1914               |
| Köln     | Germaniawerft, Kiel    | 25 maj 1908     | 5 juni 1909      | 16 juni 1911    | Sänkt under sjöstrid 28 augusti                     |
| Augsburg | Kaiserliche Werft Kiel | augusti 1908    | 10 juli 1909     | 1 november 1910 | Överförd till Japan som krigsbyte 3 september 1920  |

## Tjänstgöring

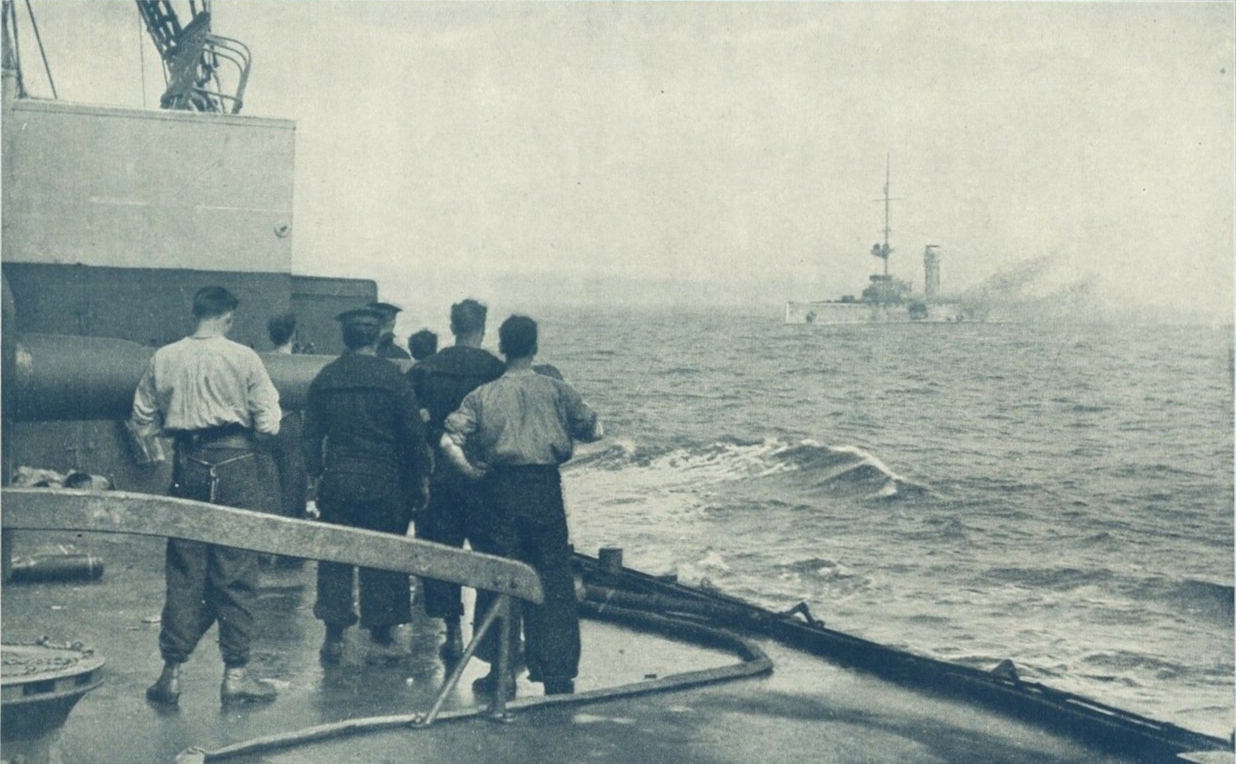
Mainz, svårt skadad strax innan hon sjunker.

Efter att ha tagits i bruk placerades Kolberg, Mainz och Köln i andra spaningsgruppen, en del av spaningsstyrkorna i högsjöflottan. Augsburg användes istället som ett träningsfartyg för torpedbesättningar och skytte. Köln fick bli konteramiral Leberecht Maass flaggskepp. Vid utbrottet av första världskriget i augusti 1914 placerades andra spaningsgruppen i en patrulllinje vid ön Helgoland. Augsburg mobiliserades under tiden för aktiv tjänstgöring och skickades till Östersjön. Där deltog hon i en operation där de första skotten i kriget avlossades mot ryssarna den 2 augusti.
På morgonen den 28 augusti bröt den brittiska Harwich-styrkan, med stöd av slagkryssarna i viceamiral David Beattys 1:a slagkryssarskvadron, in i Helgolandbukten och attackerade patrullerna från andra spaningsgruppen. I den förvirrade striden sänktes Mainz och Köln, av lätta kryssare respektive slagkryssare. Majoriteten av besättningsmännen från Mainz plockades upp av de brittiska fartygen, men Köln gick förlorad med endast en överlevande. Kolberg var stationerad i hamnen under attacken, och ångade ut för att stödja de belägrade tyska styrkorna, men britterna hade gett sig av när hon nådde fram.
Kolberg fortsatte att tjänstgöra i spaningsstyrkorna i Nordsjön och deltog bland annat i attacken mot Scarborough, Hartlepool och Whitby i december 1914, där hon lade ut ett minfält utanför den brittiska kusten, och slaget vid Doggers bankar i januari 1915. Vid Doggers bankar avfyrade hon de första skotten - och fick de första träffarna - mot kryssaren HMS Aurora. Augsburg användes under tiden hårt i Östersjön. I juni 1915 deltog hon i en minläggningsoperation i Finska viken där minläggaren SMS Albatross gick förlorad.
Kolberg anslöt sig sedan till sitt systerfartyg i Östersjön under slaget vid Rigabukten i augusti 1915. Under operationen besköt Kolberg och slagkryssaren Von der Tann ryska positioner på Utö, medan Augsburg seglade in i viken med slagskeppet Posen, där de sänkte en rysk kanonbåt och skadade en annan. Den 19 augusti fick faran med brittiska och ryska ubåtar i golfen tyskarna att dra sig tillbaka. Augsburg deltog i ytterligare ett misslyckat försök att segla in i bukten i slutet av 1916. Båda fartygen deltog i Operation Albion, ett annat storskaligt anfall i Rigabukten, i oktober 1917. Fartygen deltog i en rad olika operationer bland annat minröjning och skydd för slagskeppen König och Kronprinz när de förstörde det ryska motståndet i bukten. Män från Kolberg landsteg också på en av öarna för att förstöra ett ryskt kanonbatteri.
Båda fartygen överlevde kriget. Som en del av Versaillesfreden, som avslutade kriget, tilldelades fartygen de segrande makterna som krigsbyte. Kolberg tilldelades Frankrike, där hon togs i bruk i den franska flottan som Colmar. Augsburg överfördes till japansk kontroll; men eftersom de inte hade någon användning för henne sålde de fartyget för skrotning. Colmar tjänstgjorde i Asien 1924, där hon deltog i en multinationell operation för att skydda utländska medborgare från oroligheter i Shanghai. Hon avskrevs sedan 1927 och skrotades i Brest i Frankrike.